# カプレーラ (小惑星)
カプレーラ (479 Caprera) は小惑星帯に位置する小惑星。1901年11月12日、イタリアの天文学者、ルイージ・カルネラがハイデルベルク天文台で発見した。
名前はイタリア領の地中海の島カプレーラ島に因んで命名された。